# Antigone canadensis
La grulla canadiense (Antigone canadensis) es una especie de ave gruiforme de la familia de las grullas (Gruidae). 

## Características
Es casi completamente gris, salvo el occipucio rojo y las mejillas blancas. Algunos individuos están teñidos de rojo por las sales de hierro del agua con que la propia ave empapa las plumas con su pico.

## Historia natural
Habita en las praderas y parajes pantanosos y abiertos. Cría en parejas dispersas, aunque se agrupa formando grandes y a menudo ruidosas bandadas para la migración. Se alimenta de semillas, incluidos cereales, y de yemas, brotes, hojas y pequeños animales, desde insectos hasta ratones.

## Subespecies
Se conocen seis subespecies de Antigone canadensis:
- Antigone canadensis canadensis - Ártico de Norteamérica y E Siberia; invernante en el SW de Estados Unidos y N México
- Antigone canadensis rowani - Columbia Británica al N Ontario; invernante hasta N México
- Antigone canadensis tabida - centro de Noreamérica; invernante en el S de Estados Unidos y N México
- Antigone canadensis pulla - litoral del Golfo del S Estados Unidos
- Antigone canadensis pratensis - Georgia y Florida
- Antigone canadensis nesiotes - Cuba e isla de la Juventud